# Yoan Capote
Pour les articles homonymes, voir Capote.
Yoan Capote, né en 1977 à Pinar del Río, est un sculpteur cubain. Durant la 7e édition de la Biennale de La Havane, il a reçu le prix UNESCO avec le collectif d’artistes DUPP (Desde una Pragmática Pedagógica).

## Biographie
Yoan Capote vit et travaille actuellement à La Havane où il a étudié l’art à l’Institut Supérieur d’Art (ISA) de 1991 à 1995. Malgré une spécialisation en peinture, Yoan Capote se tourne très vite vers la sculpture qui lui offre de nouvelles possibilités, comme la 3D ou la multi-sensorialité. 
Yoan Capote est considéré comme un artiste prometteur, que ce soit à Cuba mais aussi à travers le monde. Son travail – perçu comme « provocateur », « irrévérencieux » et « anti-conformiste » par bon nombre de critiques – traite essentiellement des interactions qui peuvent exister entre les individus et les objets.
Yoan Capote puise son inspiration dans les œuvres de Gabriel Orozco ou de Daniel Hertz, employant son talent à la création de sculptures et d’installations en 3D telles qu'Open Mind.
Open Mind est un labyrinthe basé sur le dessin du cerveau humain, dans lequel des individus se promènent. Ces derniers sont la représentation des neurones qui transmettent des informations à mesure qu’ils se déplacent dans le labyrinthe. Cette œuvre invite le spectateur à réfléchir sur les échanges entre des personnes qui tentent de coexister dans un esprit de tolérance et de compréhension.
Yoan Capote associe souvent les organes humains à des objets inanimés, proposant ainsi au spectateur un nouveau regard sur le corps humain. Il réinvente également le sens de la vie quotidienne comme l’illustre son œuvre Nostalgia, qui représente une valise ouverte dévoilant un mur de briques à l’intérieur. Cette sculpture présente le nomadisme et ses limites, le mur de briques pouvant symboliquement être assimilé aux difficultés que chaque individu emporte avec lui où qu’il aille.
Actuellement Yoan Capote conçoit des meubles utilisés dans la vie quotidienne en se servant de matériaux qui appartiennent habituellement à l’art traditionnel.

## Expositions
Expositions collectives
1. 2009 : 10e édition de la Biennale de La Havane, La Havane
2. 2008 : Surrounded by Water : Traite de la liberté et de la solitude dans l’art contemporain cubain - Boston University Art Gallery - BUAG, Boston, MA
3. 2006 : Waiting List : Traite du temps dans l’art contemporain cubain - City Art Museum Ljubljana - Mestna Galerija 1, Ljubljana Group Show - George Adams Gallery, New York, NY
4. 2005 : The Nature of Things : Œuvres sur papier par Yoan Capote, Valerie Demianchuk, William T. Wiley - George Adams Gallery, New York, NY

Body Language - George Adams Gallery, New York, NY
1. 2004 : New Installations, Artists in Residence - Cuba - The Mattress Factory, Pittsburg, PA

BUSH-WHACK! - George Adams Gallery, New York, NY
1. 2003 : 8e édition de la Biennale de La Havane, La Havane
2. 2000 : 7e édition de la Biennale de La Havane, La Havane

Expositions individuelles
1. 2008 : Psicomorfosis - Galería Habana, La Havane
2. 2004 : Animica - George Adams Gallery, New York, NY